# Oospila microspila
Oospila microspila är en fjärilsart som beskrevs av W. Warren 1909. Oospila microspila ingår i släktet Oospila och familjen mätare. Inga underarter finns listade i Catalogue of Life.